# Pentenried
Pentenried ist ein Ortsteil der Gemeinde Krailling in der Nähe von Gauting im Landkreis Starnberg.

## Geologie
Geologisch sind die rißeiszeitlichen Schotterfelder am Ostrand des Moränenzuges von besonderem Interesse.

## Geschichte
Die Schwaige Pentenried wurde das erste Mal 1430 in einer Hussitensteuerliste urkundlich erwähnt. Der alte Ortsname „Benediktenried“, später „Bintenried“sowie die Endung auf -ried (siehe auch Martinsried) weisen auf eine Rodungssiedlung hin, die im Zusammenhang mit dem Kloster Benediktbeuern stand. Die räumliche Nähe sowie die Lage an der Römerstraße Gauting-Augsburg lässt vermuten, dass die Rodung von Gauting ausgegangen ist. Bis 1726 gehörte das Gut dem Kloster Benediktbeuern, danach wurde es Teil der Hofmark Planegg.
Im Jahr 1795 bestand der Einödhof Pentenried aus Wohnhaus, Stadel, Kapelle, Backofen, Zuhaus und Brunnen. 1801 wurde der Ort, nachdem Planegg aus dem Patrimonialgericht Starnberg ausgeschieden war, der Hofmark Krailling zugeschlagen. Ende des 19. Jahrhunderts wurde auf dem Gut eine Ziegelei errichtet, Anfang des 20. Jahrhunderts kam noch eine Brennerei dazu. Von 1932 bis 1941 ging der Hof in den Besitz der Burghauser Großindustriellenfamilie Wacker über. Am 1. Juni 1941 erwarb die Wehrmacht Pentenried und betrieb das Gut als Lehrgut der Heeresfachschule für Landwirtschaft. Nach Kriegsende war es dann im Besitz der amerikanischen Militärregierung, die den Landwirtschaftsbetrieb wieder aufnahm. 1948/49 wurden, teilweise mit finanzieller Unterstützung des bayerischen Staats, über 100 Häuser errichtet, die vor allem von über 600 deutschen Heimatvertriebenen und Flüchtlingen aus Böhmen, Mähren, Ostpreußen und Schlesien errichtet und bewohnt wurden. Die ersten dieser Neubauten waren Schwarzbauten, die jedoch toleriert wurden. Die heutige Gestalt des Ortes ist also eine Folge von Flucht und Vertreibung nach Ende des Zweiten Weltkriegs.

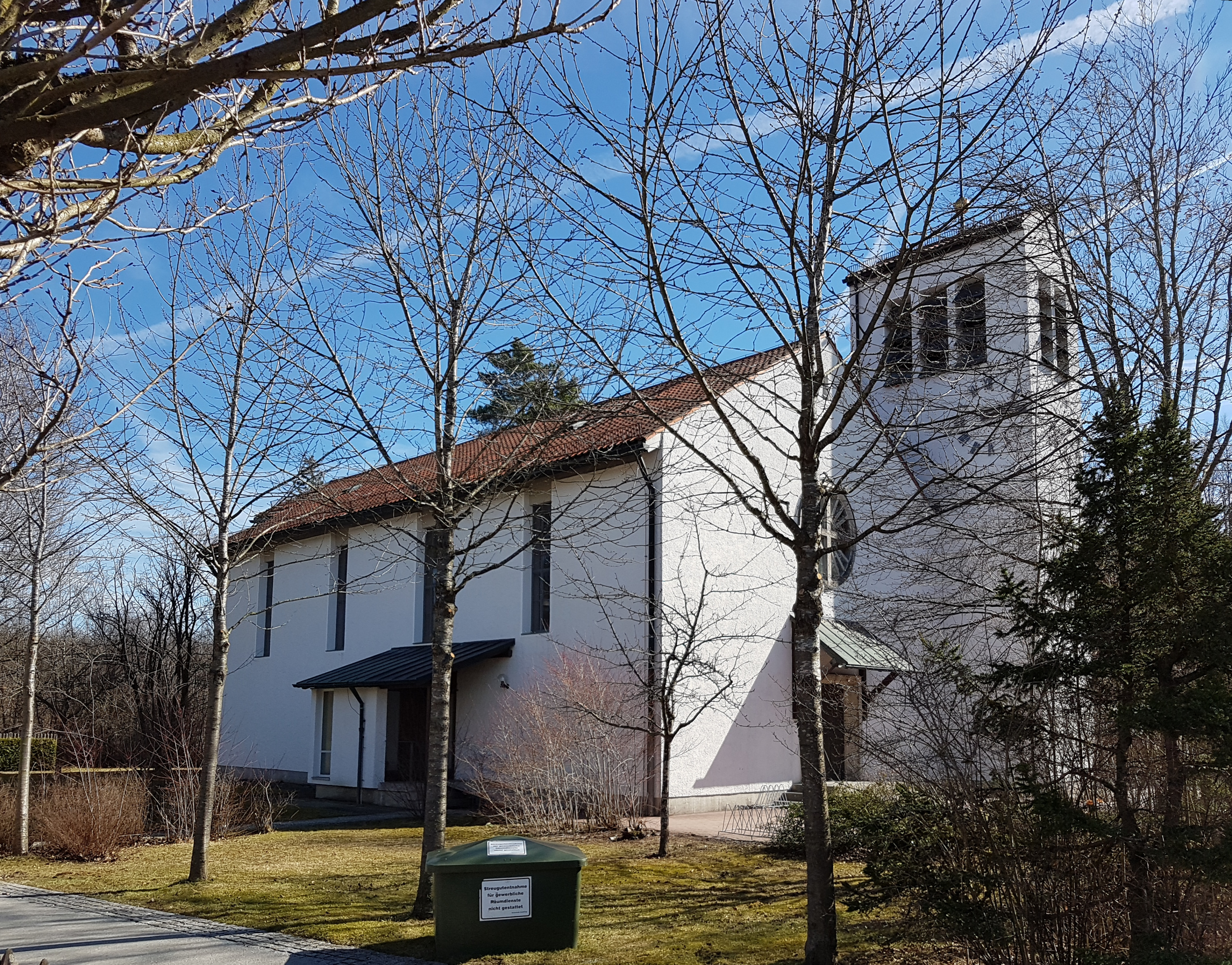
Filialkirche St. Benedikt

Heute wohnen etwa 750 Menschen in Pentenried. Der Ort hat, zusammen mit dem benachbarten Frohnloh, die eigene, von der für die übrige Gemeinde Krailling geltenden abweichende Postleitzahl 82349.

## Baudenkmäler
Das einzige erwähnenswerte Bauwerk des Ortes ist die katholische Filialkirche St. Benedikt, ein Neubau von Karl Blum aus dem Jahr 1958. Die Ausstattung der Kirche entstammt unterschiedlichen Quellen. Obwohl der Ort früher zu Planegg und jetzt zu Krailling gehört, war die Kirche immer ein Teil der Pfarrei Gauting.

## Sport

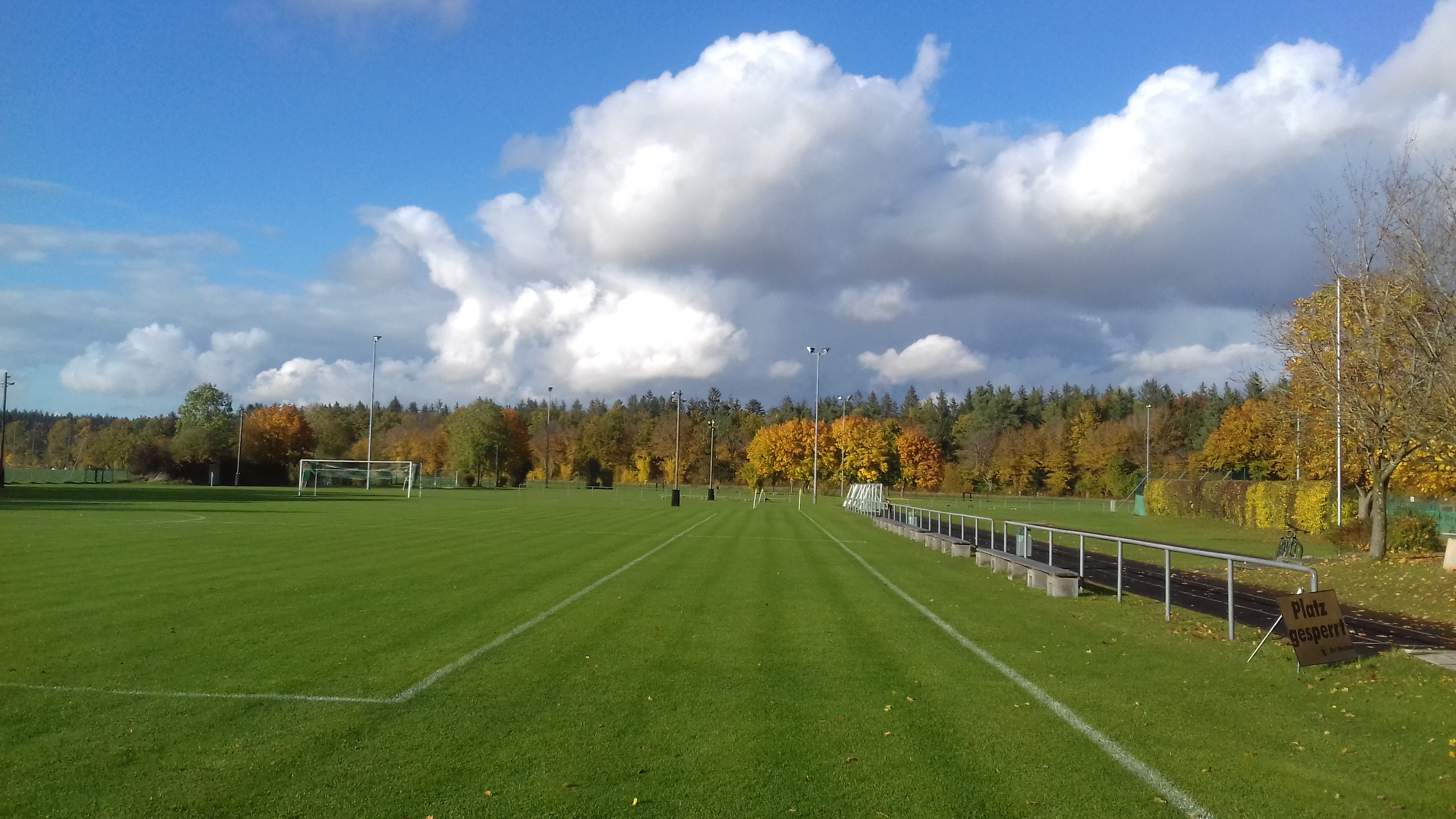
Sportplatz TSV Pentenried

In Pentenried ist der etwa 700 Mitglieder starke Sportverein TSV Pentenried beheimatet, der u. a. die Sportarten Fußball, Tennis, Taekwondo, Tischtennis und Bergsport anbietet. Die 1. Herrenmannschaft Fußball des Vereins spielt seit der Saison 2022/23 wieder und auch in der aktuellen Saison 2024/25 in der Kreisklasse (9. Liga) im Kreis Zugspitze. Die 2. Herrenmannschaft spielt zusammen mit der 2. Mannschaft des TV Stockdorf in der zur Saison 2023/24 begründeten Spielgemeinschaft SG TV Stockdorf II/TSV Pentenried II. Diese Mannschaft tritt aktuell in der C-Klasse (12. Liga) an.

## Persönlichkeiten
- Der in Nürnberg geborene Tiermaler Edmund Wagner starb am 3. Oktober 1859 im Alter von 28 Jahren in Pentenried infolge der Entladung seiner Jagdflinte beim Ausgleiten im Walde.[5]